# Colstrip
Colstrip é uma cidade localizada no estado americano de Montana, no Condado de Rosebud.

## Demografia
Segundo o censo americano de 2000, a sua população era de 2346 habitantes.
Em 2006, foi estimada uma população de 2342, um decréscimo de 4 (-0.2%).

## Geografia
De acordo com o United States Census Bureau tem uma área de
11,6 km², dos quais 11,6 km² cobertos por terra e 0,0 km² cobertos por água.

## Localidades na vizinhança
O diagrama seguinte representa as localidades num raio de 44 km ao redor de Colstrip.